# Каїнова кислота
Каїнова кислота — природна речовина, що зустрічається в деяких водоростях-макрофітах. Є специфічним агоністом каїнатних рецепторів в нервовій системі; також здатна активувати інші підтипи глутаматних рецепторів. Разом з квісквалатом, АМРА та NMDA використовується в нейрофізіологічних дослідженнях для розрізнення та ізоляції ефектів окремих типів рецепторів-іонних каналів.

## Відкриття в природі
Каїнова кислота була вперше виділена з водорості Digenea simplex, що японською називається «каїнін-су» (海人草) або «макурі». До цього в Японії каїнін-су використовувалась як природний антигельмінтний засіб.

## Нейрофармакологічні властивості
Каїнова кислота є сильним стимулятором центральної нервової системи, і використовується як еталонна збуджуюча речовина для викликання судом в експериментах; типово на піддослідних гризунах використовуються дози в кілька десятків міліграм на кілограм живої ваги (10-30 мг/кг для мишей). Також каїновій кислоті притаманні нейротоксичні та епілептогенні властивості. В нервовій системі дана речовина діє, переважно, задопомогою активації специфічної каїнатної групи глутаматних рецепторів, але може активувати (з набагато меншою ефективністю) і інші їх групи.

## Застосування
- антигельмінтна речовина
- нейрофізіологічні дослідження:
  - моделювання епілепсії
  - моделювання хвороби Альцгеймера